# Temps de regard
Le temps de regard est un indice comportemental utilisé en psychologie expérimentale permettant de mesurer de façon indirecte l'attention d'un individu pour un stimulus et le déchiffrage du sens de ce stimulus. Il est particulièrement important en lecture. C'est un des éléments mesurés par l'oculométrie.

## Dans la lecture
La lecture met en jeu de nombreux mécanismes moteurs et neurologiques, dont les mouvements des yeux sont une discipline d'étude importante. Ces mouvements se divisent essentiellement en fixations, où les yeux s'arrêtent sur un objet regardé (par exemple une portion d'un texte), et en saccades, où les yeux se déplacent d'un objet à l'autre. Rayner et Pollatsek ont montré que l’œil extrayait des informations lors de la fixation mais pas lors de la saccade, on mesure donc seulement le temps de la fixation.

Les temps de fixation peuvent être sommés de manière à connaître le temps de regard total sur l'objet .

Bien que la complexité de la lecture soit un phénomène relativement récent dans le développement des humains, les chercheurs considèrent généralement que le comportement des yeux en mouvement (pattern) est directement lié aux processus mentaux que l'individu met en jeu pour comprendre le texte (ou tout autre stimulus), même si la simultanéité n'est pas obligatoire (on peut traiter une information que l'on ne regarde pas, ou que l'on n'a pas encore rencontrée, si on l'anticipe). 

Il y a une différence entre les temps de regard portés pour la première fois sur une portion d'un texte, et ceux qui sont portés lors du retour du regard après une saccade régressive (où l’œil revient sur la cible). Malgré le fait que le contrôle moteur lors des saccades progressives, régressives, et des fixations, soit d'un niveau oculovisuel relativement bas, des expériences (Liversedge et al. (1998)) ont montré que la cognition était bien à l’œuvre dans la recherche du sens, par exemple par la présence d'un effet de fréquence du mot dans le langage .